# Fine Line (Lied)
Fine Line (englisch für „Feiner Unterschied“ oder „Schmaler Grat“) ist ein Lied des britischen Musikers Paul McCartney, das 2005 als Single A-Seite veröffentlicht wurde. Komponiert wurde es von Paul McCartney.

## Hintergrund
McCartney sagte im Juli 2005 in einem Interview über die Initiierung des Liedes: „Es war nur die erste Zeile: ‚Es gibt einen schmalen Grat zwischen Rücksichtslosigkeit und Mut.‘ Weißt du, du wirst einige Leute sehen, die einfach 'Waaah' singen und du wirst denken: ‚Das ist die Art und Weise, wie du es machst und manchmal ist es einfach dumm und einfach rücksichtslos, aber sie denken, dass sie mutig sind‘, also war dieser Gedanke wirklich das, was mich ins Rollen gebracht hat, und ich bin einfach dieser Idee gefolgt, dass man sich entscheiden muss, was von den beiden man tun will. Wisst ihr, sei rücksichtslos oder mutig, also basierte das textlich darauf. Und dann setzte ich mich einfach ans Klavier und fing an, diese Art von Tucky-Ding zu machen, es sehr einfach zu halten, und dann kam die kleine Hook 'Fine line, it's a fine line', also brachte ich sie ins Studio in Los Angeles und arbeitete sie aus, und auf diesem kleinen Teil gibt es ein kleines Riff, das um das Fine-Line-Stück herumgeht, und als ich das spielte, machte ich einen Fehler und ich ging zu einer falschen Bassnote und Nigel [Godrich] sagte: ‚Das ist großartig. Das war's‘. Ich sagte: ‚Eigentlich ist es ein falscher Ton.‘ Er sagte: ‚Nein, nein, schau es dir an. Hören es Dir an.‘ ‚Oh, ich verstehe, was du meinst.‘ Es lief einfach nicht dorthin, wo man es erwartet hatte.“
Fine Line war die erste Singleauskopplung aus dem Album Chaos and Creation in the Backyard und erreichte Platz 20 in Großbritannien und in Deutschland den Platz 70 in den jeweiligen Charts. In den USA konnte sich die Single nicht platzieren. In Deutschland ist es die letzte Single von McCartney als Solokünstler, die in die Top 100 der Charts gelangte.
Für das Lied Fine Line wurde ein Musikvideo unter der Regie von Simon Hilton produziert. Das Video zeigt Paul McCartney der mit jeweils verschiedenen Instrumenten das Lied spielt.
McCartney spielte Fine Line und Helter Skelter" bei der 48. Grammy Awards in Los Angeles am 8. Februar 2006 live, sowie während seiner US-Tournee 2005 und einmal 2008 in Quebec City, Kanada. Fine Line wurde in der Kategorie Best Male Pop Vocal Performance nominiert, verlor aber gegen From The Bottom Of My Heart von Stevie Wonder.

## Aufnahme
Die Aufnahmesessions für Fine Line fanden im September 2004 in den A.I.R. Studios in London statt, wobei Nigel Godrich als Produzent fungierte. Darrell Thorp war der Toningenieur der Aufnahmen. Ob noch später Overdubs erfolgten und wann die Abmischung stattfand ist nicht dokumentiert.
Besetzung:
- Paul McCartney: Gesang, E-Gitarre, Klavier, Akustische Gitarre, Bassgitarre, Spinett, Schlagzeug, Shaker, Tamburin
- Millennia Ensemble: Streichinstrumente
- Joby Talbot: Arrangeur, Dirigent

## Coverversionen
Es gibt mindestens zwei Coverversionen von Fine Line.

## Veröffentlichung
- Am 29. August 2005 wurde in Großbritannien die 7″-Vinyl-Single Fine Line / Growing Up Falling Down veröffentlicht.[4] Die CD-Single mit den Liedern Fine Line, Comfort of Love und Growing Up Falling Down erschien in Europa am 29. August 2005 und am 30. August in den USA.[5] In Europa[6] und den USA[7] wurden auch Promotion-CDs mit dem Titel Fine Line hergestellt. Die Strichzeichnungen auf dem Cover stammen von Brian Clarke.
- Am 12. September 2005 erschien in den USA und in Großbritannien das Album Chaos and Creation in the Backyard auf dem sich Fine Line befindet.
- Fine Line erschien am 10. Juni 2016 auf dem Kompilationsalbum Pure McCartney (Vier CD-Version).
- Am 2. Dezember 2022 wurde die Singlebox The 7″ Singles Box veröffentlicht, die auch Fine Line enthält.